# Quang Trung, thành phố Thái Bình
Quang Trung là một phường thuộc thành phố Thái Bình, tỉnh Thái Bình, Việt Nam.
Phường có diện tích 1,11 km², dân số năm 2007 là 12.839 người, mật độ dân số đạt 11.567 người/km².